# St. Restrup Husmandsskole
St. Restrup Husmandsskole A/S var en dansk landbrugshøjskole for husmænd beliggende på herregården Store Restrup.
Peter og Marinus Langeland var nøglepersoner, da herregården Store Restrup i 1912 af "Husmændenes Udstykningsforening for Aalborg Amt" blev udstykket til 50 husmandsbrug. Selve hovedbygningen og de resterende tilliggender blev omdannet til en højskole, der var et aktieselskab. I 27 år, frem til 1939, var Peter Langeland bestyrelsesformand for højskolen.
Kresten Balle var forstander på Husmandsskolen i 31 år, fra 1918 til 1949. Han blev efterfulgt af Svend Haugaard, som i 1966 blev efterfulgt af Christian Elbæk (far til Uffe Elbæk). I mellemtiden var Husmandsskolen i 1951 blevet omdannet til en selvejende institution. I 1970 blev skolen overtaget af St. Restrup Højskole, som var en folkehøjskole med en helt anden profil.